# Clement Courtenay Knollys
Clement Courtenay Knollys (1849-1905) fue un administrador Colonial Británico. Eduardo VII, le designó en 1904 Gobernador de las Islas de Sotavento y Antigua y Barbuda, cargo que ocupó hasta 1905, año en que falleció ejerciendo sus funciones en el cargo.